# Mia (voiture électrique)
La Mia était une voiture électrique fabriquée en France par le constructeur Mia Electric (créée en 2010 pour reprendre l'activité véhicule électrique de Heuliez).

## Historique
En 1984, Heuliez se lance dans la conception et la fabrication de véhicules électriques. Après avoir produit sur le site de Cerizay les versions électriques des Citroën AX, Citroën Saxo et Peugeot 106, c'est avec un historique de 6 500 voitures produites qu'Heuliez débute en 2007 la conception d'un modèle maison purement électrique : la Heuliez Friendly.
Le développement se fait sous la direction de Murat Günak (précédemment styliste chez Mercedes, Peugeot et Volkswagen) et de Patrick Largeau, ancien ingénieur chez Peugeot.
Heuliez est scindée, en 2010, en deux sociétés distinctes et indépendantes, "Heuliez SAS" pour la sous-traitance industrielle  et "Mia Electric" pour la conception et production de véhicules électriques. La Heuliez Friendly devient la mia.
La production en série débute en juin 2011. Jusqu'à la fin 2011, la production est réservée aux municipalités et aux clients professionnels. À partir de début 2012, les particuliers peuvent acheter une Mia.
En 2014, la firme MIA electric est mise en liquidation judiciaire.

## Concept
La Mia a été conçue et optimisée pour une utilisation en ville :
- propulsion électrique ;
- micro-taille ;
- portes coulissantes pour faciliter l'ouverture dans les endroits exigus (garages, stationnements en épi ou en bataille) ;
- poste de conduite placé au centre pour améliorer la visibilité ;
- carrosserie type monospace ;
- légèreté ;

La version courte de la Mia dispose de deux sièges arrière indépendants, légèrement écartés (pas de place centrale à l'arrière). Cette disposition permet à chaque passager arrière de conserver un espace confortable pour ses jambes, à côté du siège conducteur (central, lui), malgré un empattement du véhicule réduit.

## Motorisation et batteries
La Mia est équipée d'un moteur électrique asynchrone alimenté en courant alternatif d'une puissance de 10 kW en continu et de 18 kW au maximum lors des accélérations (soit 24 ch DIN), le couple maximal est de 58 N m (de 0 à 5 000 tr/min).
Sa vitesse maximale annoncée est de 100 km/h.
Mia Electric propose le choix dans le type d'achat de ses véhicules : achat intégral ou achat avec location de batterie.
La chimie retenue est le Lithium-Fer-Phosphate (LiFePO4). La batterie standard (8 kWh) permet 80 à 90 km d'autonomie et se recharge en 3 heures sur une prise 230 V/16 A. Elle est fabriquée par la société Evida (Royaume-Uni). En option (+ 4 300 €), elle peut être remplacée par une batterie de 12 kWh pour 120 à 130 km d'autonomie. Cette batterie se recharge en 5 heures sur une prise 230 V/16 A. Elle est fabriquée par la société E4V.

## Variantes

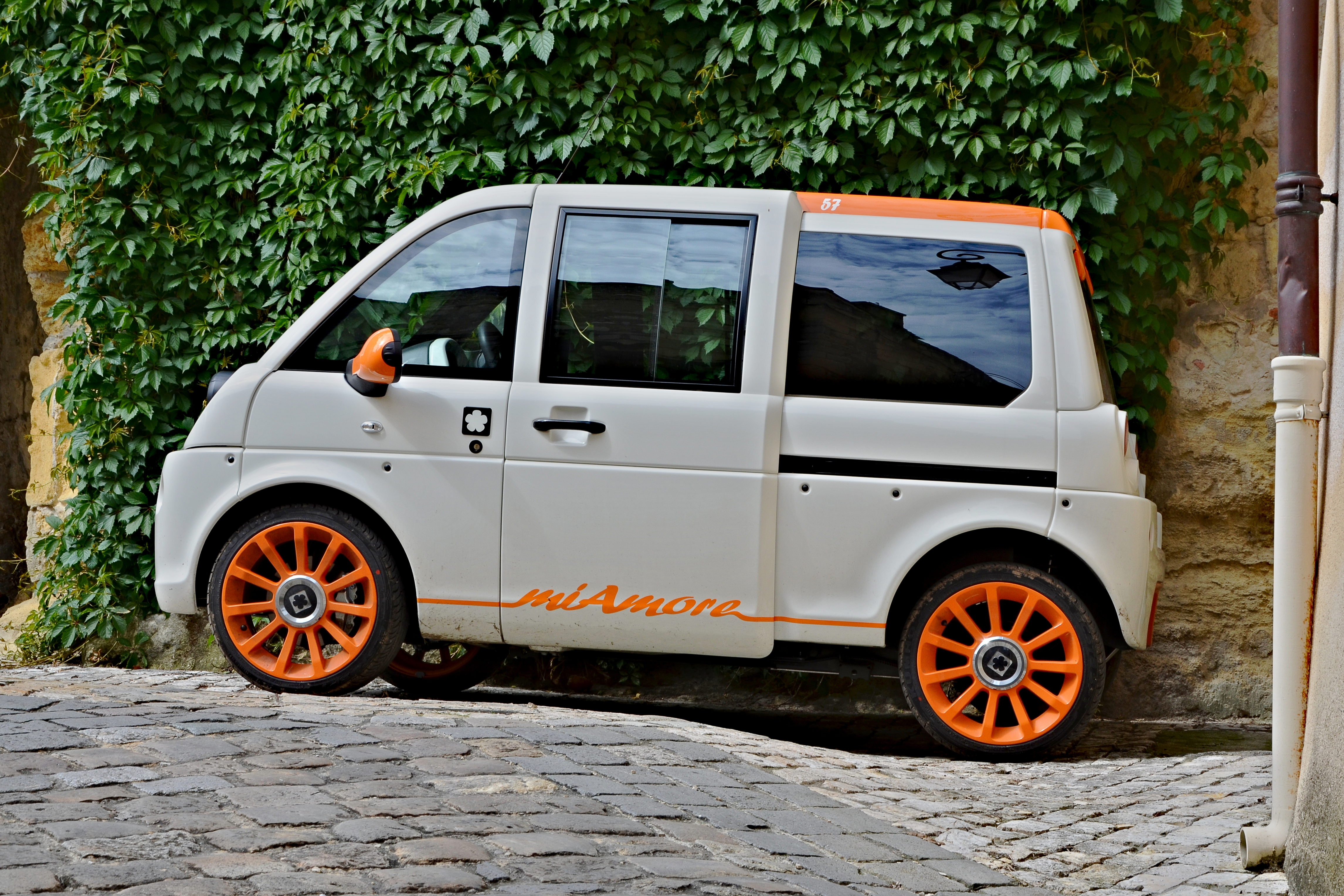
Mia MiAmore à Saint-Émilion, France

La Mia est proposée en quatre versions qui ont le même moteur et les mêmes batteries.:
- Mia à 3 places ;
- Mia-L à 4 places ;
- Mia-U, version utilitaire à 1 ou 2 places ;

Voici la liste des  équipements de série de toutes les MIA:
- Siège central conducteur
- Freinage ABS et aide au freinage d'urgence AFU
- Airbag conducteur
- Jantes aluminium 2x 3 branches, taille 155/65 R14 75T (jantes disponibles en diverses couleurs)
- Verrouillage centralisé des portes et du coffre
- Chauffage à impulsion
- Prise 12 V
- Pré-équipement audio
- Câble de charge de 5m (prise Type 1 côté voiture et prise 16A)
- Chargeur embarqué de 3 300 W
- Sélecteur de puissance : Normale ou Eco
- Indicateur d'énergie résiduelle
- Feux diurnes avant
- Feux Stop/Clignotant arrière à LED
- Réglage en profondeur du siège conducteur
- Bombe anti-crevaison
- Garantie véhicule de 2 ans
- Garantie batterie 3 ans ou 50 000 km

Voici la liste des options pouvant être ajoutées à la MIA :
- L'intérieur / sièges:
  - noir Seymour (utilitaire)
  - noir mia logo
  - rouge mia
  - option cuir

- Autres Options :
  - Pack cuir (volant et poignée de frein à main en cuir noir, sièges et médaillons de porte en cuir couleur cognac)
  - Tablette cache bagages coffre
  - Vitres de hayon et de custodes arrière sur-teintées
  - Radio avec lecteur CD et MP3, port USB, kit Bluetooth
  - Pack confort : deux prises 12 V, chauffage de veille programmable, filets de rangement à gauche et à droite du tableau de bord, tablette gauche avec emplacement gobelet et tablette droite pré-équipée pour un support smartphone, ceintures grises.
  - Echelle de rétention des charges et tapis de protection du coffre (pour la mia U)

- Accessoires :
  - Sac de rangement
  - Sur-tapis noir avec liserés blancs, rouges et marron
  - Kit de sécurité
  - Kit chaînes de neige
  - Écrous antivol
  - Câble de charge

- Options de services MIA:
  - Immatriculation et mise en service
  - Extensions de garantie jusqu’à 5 ans pour le véhicule et la batterie

Des séries spéciales complètent la gamme :
- La Mia Paris, 3 places, version exclusive (intérieur cuir véritable), jantes alu 16 pouces (165/45 R16 74V) couleur gris et champagne, lancée en 2011 et disposant de 2 toits ouvrants.
- La miAmore, lancée en 2012 lors du Mondial de l'Automobile de Paris, est la version courte dotée de jantes en aluminium de 16 pouces (dimension dito MIA Paris) couleur Orange vif et d'une robe bicolore orange et blanc.
- La Mia U "Blue Star", édition spéciale bicolore de la Mia version utilitaire.
- La Mia Rox, édition spéciale reprenant les dimensions de la Mia L, proposant 3 ou 4 places. L'habillage est souple, clipsé sur la structure et personnalisable. Le but est de rouler une voiture complètement découvrable. Les fenêtres s'ouvrent en glissant sur le tout et les portières en glissant sous la voiture.
- La Mia Cadabra (2013), série limitée à 500 exemplaires permet une totale personnalisation (480 combinaisons de couleurs : carrosserie, jantes, coques des rétroviseurs, support de la plaque d’immatriculation et capot). Disponible en 3 places uniquement.